# Безель

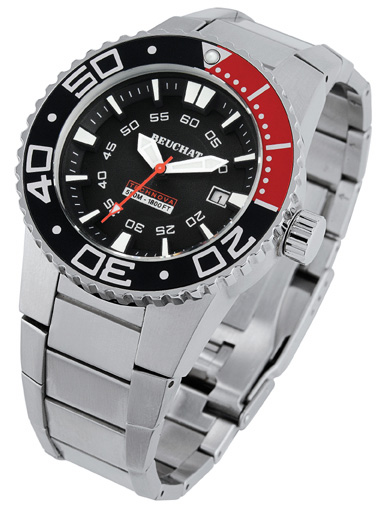
Часы с безелем, имеющим красную шкалу на 15 минут и треугольную метку

Безель (люнет, рант или ободок) — область вокруг циферблата часов, изначально служившая для фиксации стекла в корпусе. Безель бывает фиксированный(например с тахиметрической шкалой) и поворотный(функциональный, например: дайверский, туристический с разметкой сторон света и для функции второго часового пояса(функция GMT)). 
Дайверский безель является простым аналогом таймера.
Механизм вращения бывает одно- и двухсторонний. Односторонний механизм используется в дайверских часах для предотвращения случайного увеличения времени, вследствие которого запас оставшегося времени нахождения под водой оказывается недостаточным.
Также безель используется в «вахтенных» часах с  24-часовым циферблатом. Такой безель размечен на шесть равных временных отрезков по четыре часа.
Существует также безель-компас(туристический), предназначенный для приблизительного определения сторон света по часовой стрелке.
На некоторых часах безель неподвижен и является лишь декоративным элементом. Также он может быть и подвижным в качестве декоративного.

## Использование
Для засекания времени необходимо повернуть безель до совпадения отметки на нём с минутным значением, которое ожидает наступления. Далее отслеживается, дошла ли минутная стрелка до метки или ещё нет.
В часах, предназначенных для занятий дайвингом, безель вращается в одну сторону, чтобы можно было засечь время погружения под воду. Для этого безель размечен минутной шкалой, и его необходимо поворачивать до того момента, пока треугольный индикатор не окажется напротив минутной стрелки. 
В часах, оснащенных функцией хронографа, безель размечен шкалой тахиметра, что позволяет определять скорость движения. 
Для определения сторон света по безель-компасу необходимо направить часовую стрелку на Солнце, а также принять во внимание цифру 12 на циферблате. Тогда разделённое надвое поле между этими направляющими будет указывать на юг (в Северном полушарии). Это правило действительно до полудня: после него придётся делить уже другую половину циферблата. Кольцо-безель фиксирует мысленную линию, которую необходимо провести посередине, и подстраивается по ней вручную, то есть выставляется посередине между 12 часами и часовой стрелкой, направленной на Солнце. Определение сторон света по часам весьма неточно и зависит от местоположения по долготе и времени года. Также необходимо учитывать декретное время, перевод часов на летнее и зимнее время. Разница между местным и солнечным временем может достигать двух часов, то есть Солнце относительно наблюдателя находится на юге не в 12 часов, а, к примеру, в 1 час 35 минут.